# Förenade Islamiska Föreningar i Sverige
Förenade Islamiska Föreningar i Sverige (FIFS), även kallad Förenade islamiska församlingar i Sverige, Islamiska församlingar, är Sveriges äldsta muslimska riksorganisation, bildad 1973 och statsbidragsberättigad 1975. Organisationen är det trossamfund som Islamiska förbundet i Sverige (IFiS) enskilda moskéer är anslutna till. Organisationen delade adress med IFiS och Stockholms moské samt hade en del namn i styrelsen gemensamma med IFiS i april 2017.
FIFS verkar för att tillvarata de 47 medlemsorganisationernas intressen, främja samarbetet dem emellan och att sprida information om islam och muslimer bland allmänheten. 1990 var FIFS med om att grunda Islamiska samarbetsrådet och Sveriges muslimska råd (SMR). I dag (2021) uppger FIFS att man betjänar ca 47 000 personer i Sverige. Skatteverket anger samtidigt endast 8 711 medlemmar.

## Organisation

### Medlemsorganisationer
FIFS hade 2017 mer än 40 medlemsorganisationer, bland annat:
- Islamiska förbundet i Göteborg som finns i Göteborgs moské.
- Islamiska förbundet i Stockholm som driver Stockholms moské.

### Bidrag
FIFS fick 2007-2015 årligen statsbidrag genom Nämnden för statligt stöd till trossamfund.
| År                      | 2015      | 2014      | 2013      | 2012      | 2011      | 2010      | 2009      | 2008      | 2007      |
| SST Organisationsbidrag | 2 354 514 | 2 595 320 | 2 273 640 | 1 602 000 | 1 583 000 | 1 571 000 | 1 771 000 | 1 627 000 | 1 626 000 |
| SST Projektbidrag       | 575 040   | 476 000   | 140 000   | 55 000    | 75 000    | 115 000   | 161 400   | 138 600   | 20 000    |

## Ledarskap
- Ordförande (2010): Mostafa Kharakki.[8]
- Ordförande (2016): Mohammed Temsamani, kommunpolitiker för Miljöpartiet.[9] Temsamani gjorde år 2012 praktik för Frihets- och Rättvisepartiet i Egypten, som enligt Temsanani står nära det Muslimska brödraskapet.[10][11] Temsamani var år 2017 verksamhetsutvecklare hos Studieförbundet Ibn Rushd.[12]